# Suhodil, Berezanka
Suhodil (în ucraineană Суходіл) este un sat în comuna Kimivka din raionul Berezanka, regiunea Mîkolaiiv, Ucraina.

## Demografie
Componența lingvistică a localității Suhodil
     Ucraineană (100%)
Conform recensământului din 2001, toată populația localității Suhodil era vorbitoare de ucraineană (100%).